# Ferrando I của Aragón
Ferrando I của Aragón (27 tháng 11 năm 1380 - 2 tháng 4 năm 1416 tại Igualada, Òdenacòn) còn được gọi là Fernando của Antequerhay hay Người công bằng (Người trung thực), là vua của Aragon, Valencia, Majorca, Sardinia và (trên danh nghĩa) Corsica, vua của Sicilia, công tước (danh nghĩa) của Athens và Neopatria, bá tước xứ Barcelona, Roussillon và Cerdanya (1412–1416). Ông cũng là nhiếp chính của Castile (1406–1416).